# Təkyə
Təkyə è un comune dell'Azerbaigian situato nel distretto di Şabran.